# Презумпция отцовства мужа матери
Презумпция отцовства мужа матери — презумпция, предусмотренная статьёй 48 Семейного кодекса Российской Федерации, устанавливающей, что если ребёнок родился от лиц, состоящих в браке между собой, а также в течение 300 дней с момента расторжения брака, признания его недействительным или с момента смерти супруга матери ребёнка, отцом ребёнка признается супруг (бывший супруг) матери, если не доказано иное. То есть отцом любого ребёнка считается муж матери ребёнка (или лицо, являвшееся таковым в момент зачатия) до тех пор, пока этот муж, либо иное лицо не докажет, что он не является биологическим отцом ребёнка. Раздельное проживание и фактическое отсутствие семейных отношений не является таким доказательством.
Хотя сама по себе презумпция отцовства мужа матери применяется повсеместно и повседневно, сам термин является достаточно редко употребимым.

## Юридические последствия
- Необходимость выплаты алиментов, которые не будут возвращены, даже если будет установлено, что биологический отец совсем другое лицо.
- Для записи мужа отцом необходимо представить минимум документов и потратить весьма небольшое время на регистрацию в ЗАГСе этого факта.
- Оспаривание этого факта, даже если удалось получить на руки сличение ДНК ребёнка с законным отцом, из которого однозначно следует, что биологическим отцом он не является, весьма затруднено, так как в случае возражения матери законную экспертизу провести почти невозможно (РФ, 2012).